# جک کوپ (بازیکن کریکت)
جک کوپ (انگلیسی: Jack Cope; ۱ اوت ۱۹۰۸ – ۲۸ ژانویهٔ ۱۹۹۵) بازیکن کریکت، و بازیکن فوتبال اهل بریتانیا بود.
از باشگاه‌هایی که در آن بازی کرده‌است می‌توان به باشگاه فوتبال بری و باشگاه فوتبال کاردیف سیتی اشاره کرد.